# 米羅柳比夫
51°14′54″N 28°7′7″E / 51.24833°N 28.11861°E
米羅柳比夫（烏克蘭語：Миролюбів），2016年前名為若夫特內韋（烏克蘭語：Жовтневе），是位於烏克蘭北部的市級鎮，由日托米爾州科羅斯滕區的卢希内市镇負責管轄。該鎮距離盧希內27公里，始建於1955年，面積38平方公里，海拔高度202米，2012年人口615，人口密度每平方公里16人。